# Биг Шоу
Пол Дональд Уайт II (англ. Paul Donald Wight ||; род. 8 февраля 1972, Эйкен, Южная Каролина) — американский рестлер и актёр. В настоящий момент выступает в All Elite Wrestling (AEW) под своим настоящим именем как рестлер и комментатор веб-шоу AEW Dark: Elevation.
Он наиболее известен тем, что с 1999 по 2021 год выступал в WWE (ранее World Wrestling Federation) под именем Биг Шоу (англ. Big Show). Уайт начал свою карьеру в World Championship Wrestling (WCW), где выступал с 1995 по 1999 год под именем Гига́нт (англ. The Giant) и первоначально был представлен как сын Андре Гиганта.
Биг Шоу — семикратный чемпион мира в тяжёлом весе и единственный человек, который выигрывал этот титул в WWE, WCW и ECW. Является 24-м чемпионом Тройной короны и 12-м чемпионом Большого Шлема в WWE.

## Ранняя жизнь
Уайт родился 8 февраля 1972 года в Эйкене, Южная Каролина. Он родился с акромегалией, заболеванием эндокринной системы, которое вызывает ускоренный рост. К двенадцати годам его рост составлял 188 см, вес — 100 кг и он имел волосы на груди. В 1991 году в возрасте 19 лет, будучи членом баскетбольной команды Уичитского университета, он имел рост 216 см. В начале 1990-х годов он перенес успешную операцию на гипофизе, которая остановила рост. Его размер обуви — 56-й, размер кольца — 22-й, а обхват груди составляет 160 см в окружности. В 2005 году Уайт арендовал автобус и нанял водителя автобуса, так как его размеры мешают использовать авиаперевозки и прокатные автомобили.
В средней школе он играл в баскетбол и американский футбол в Академии Ваймана Кинга в Бейтсбург-Лисвилле, Южная Каролина. Он был ведущим центровым в баскетбольной команде и тайт-эндом в футбольной команде. Он ушёл из футбола после первого курса из-за разногласий с тренером. Он продолжал поддерживать команду, присоединившись к группе поддержки на втором курсе, отчасти от обиды. Позже он назвал это «величайшим опытом в моей жизни… Все остальные ехали в автобусе с потным снаряжением, а я в фургоне с семью чирлидершами, которые познавали жизнь». Фургоном управляла «мама, которая была глуха на правое ухо и курила».
Он играл в баскетбол в Уичитском университе. До этого он учился в колледже Northern Oklahoma Junior College в Тонкаве, Оклахома, где его средние показатели по баскетболу — 14 очков и 6,5 подборов — принесли ему почетное звание чемпиона конференции и помогли команде выиграть Западный дивизион конференции Oklahoma Bi-State. Он также учился в Университете Южного Иллинойса в Эдуардсвилле с 1992 по 1993 год, был членом баскетбольной команды «Кугарс» второго дивизиона NCAA.

## Карьера в рестлинге

### Раняя карьера (1994—1995)
После школы Уайт работал на разных работах: вышибалой, охотником за головами и отвечал на телефонные звонки. Занимаясь последним для караоке-компании, он познакомился с Дэнни Бонадусом во время любительского конкурса караоке на его утреннем радиошоу. Бонадус познакомил Уайта со своим другом, Халком Хоганом. Они провели неформальный баскетбольный матч в рамках промоушена World Championship Wrestling (WCW), посвященного предстоящему шоу в «Роузмонт Хорайзон». Хогану понравилось, как Уайт работает с толпой, и он порекомендовал его вице-президенту World Championship Wrestling Эрику Бишоффу. Уайт пошёл на шоу в «Хорайзон» и был приглашен в раздевалку, где познакомился с Риком Флэром, Арном Андерсоном (героем его детства) и Полом Орндорффом. Позже он встретился там с Бишоффом и заключил соглашение. До этого Уайт провел один матч: 3 декабря 1994 года на шоу World Wrestling Association в Клементоне, Нью-Джерси, он проиграл по отсчёту чемпиону WWA в тяжелом весе Фрэнку Финнегану.
Ранее Уайт пытался поинтересоваться о работе в WWF, также в «Хорайзон», во время автограф-сессии. Промоутер и скаут Боб Коллинз отказал ему после того, как он признался, что у него нет опыта. Он заплатил Monster Factory Ларри Шарпа $5 000, но из-за подагры Шарпа в то время, он прошёл лишь минимальную подготовку (Джонни Поло научил его нескольким движениям). Там он записал кассету для прослушивания и отдал её Майку Киоде, с которым познакомился в одном из баров Филадельфии. Киода переслал её Пату Паттерсону, который не потрудился посмотреть её, так как принял Уайта за другого борца, Курргана. Только когда он увидел дебют Гиганта в WCW, Паттерсон понял свою ошибку, к большому неудовольствию Винса Макмэна.

### World Championship Wrestling

#### Чемпион мира WCW в тяжёлом весе (1995—1996)
В 1995 году Уайт подписал контракт с WCW. Его дебют состоялся в мае 1995 года на Slamboree, где он был заявлен как сын Андре Гиганта (хотя позже это было опущено) и, соответственно, использовал имя Гигант. Он стал членом группировку Кевина Салливана «Подземелье погибели». Уайт дебютировал на ринге на Halloween Havoc в матче против Халка Хогана за титул чемпиона мира WCW в тяжелом весе. Он выиграл матч после того, как менеджер Хогана, Джимми Харт, специально дисквалифицировал Хогана, а затем выступил против него. На следующий вечер Гигант появился на WCW Monday Nitro с чемпионским поясом; Харт, который стал менеджером Гиганта, рассказал, что он внес в контракт на матч условие, что если Хоган проиграет по дисквалификации, то он потеряет свое чемпионство. В ответ WCW аннулировала смену титула в связи с сопутствующими обстоятельствами, и чемпионский пояс стал вакантным.
Затем Гигант принял участие в баттл-роял шестидесяти человек за вакантный чемпионский титул на World War 3 в ноябре 1995 года. Он был одним из шести последних участников, но одновременно со Стингом и Лексом Люгером был выброшен Хоганом. Гигант не покинул ринг после того, как его выбросили, и протащил Хогана под канатами, пока Рэнди Сэвидж выбрасывал Сам себе банду. Рефери не видел действий Гиганта, только то, что Хоган был на полу, и поэтому присудил матч и титул Сэвиджу. Гигант вместе с Риком Флэром победил Хогана и Сэвиджа на Clash of the Champions XXXII, но был побежден Хоганом в матче в клетке на SuperBrawl VI. После короткой вражды с Лох Нессом Гигант вернул себе титул чемпиона мира в тяжелом весе, победив Флэра. После того как Хоган сформировал «Новый мировой порядок» (nWo), он победил Гиганта в бою за титул на Hog Wild после вмешательства Скотта Холла и Кевина Нэша.

#### «Новый мировой порядок» (1996—1999)
Через 23 дня Гигант присоединился к nWo, назвав деньги Теда Дибиаси своим главным мотивом, и стал враждовать с Лексом Люгером и «Четырьмя всадниками». После победы в баттл-роял на World War 3 Гигант попросил Хогана о матче за титул чемпиона мира в тяжелом весе. За это он был исключен из nWo 30 декабря. Вместе со Стингом и Люгером он боролся против nWo, дважды выиграв командное чемпионство мира WCW.
В 1997 году Гигант начал вражду с членом nWo Нэшем, который постоянно уклонялся от встречи с Гигантом, в том числе не явился на их запланированный матч на Starrcade. В 1998 году на Souled Out они наконец-то встретились на ринге, и Нэш случайно повредил шею Гиганта, когда не смог нормально провести ему свой коронный приём «Раскладная бомба». Эта ошибка была использована в сюжетной линии, согласно которой Нэш намеренно уронил Гиганта на голову, чтобы сломать ему шею. Когда Нэш покинул nWo и создал свою собственную группировку, nWo Wolfpac, Гигант снова присоединился к оригинальному nWo, чтобы противостоять Нэшу и его союзникам. Вернувшись в nWo, Гигант выиграл ещё два командных чемпионства, один раз со Стингом в качестве невольного партнёра (так как матч был назначен до возвращения Гиганта в nWo) и один раз со Скоттом Холлом. В промежутке между этими двумя чемпионствами он проиграл свою половину командного чемпионства Стингу в одиночном матче, в котором только победитель оставался чемпионом и мог выбрать нового партнёра.

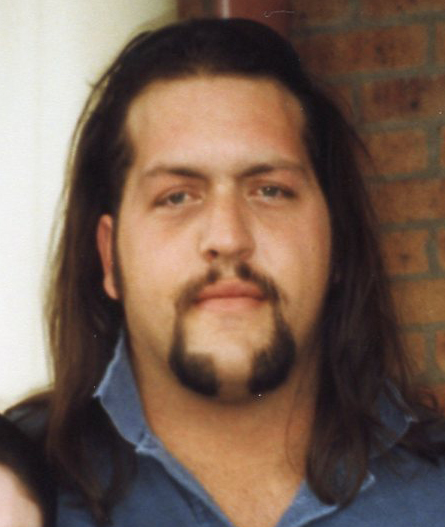
Уайт в 1999 году

В эпизоде Nitro от 12 октября 1998 года Голдберг победил Гиганта в матче без дисквалификации. В качестве демонстрации силы Голдберг выполнил вертикальный суплекс с задержкой, а затем провел «Отбойный молоток» Гиганту. После того, как в январе 1999 года группировки nWo Hollywood и nWo Wolfpac снова объединились, Хоган заявил, что в группе есть место только для одного «гиганта», заставив Гиганта и Нэша бороться за это место. Нэш победил Гиганта после того, как ему помогли Скотт Холл и Эрик Бишофф. После этого на Гиганта напали все члены nWo. В эпизоде программы Monday Night War на WWE Network, Уайт заявил, что он зарабатывал лишь малую часть того, что зарабатывали главные действующие лица, а его зарплата не была увеличена после того, как он попросил об этом Эрика Бишоффа; в результате Уайт позволил своему контракту с WCW истечь 8 февраля 1999 года, в свой 27-й день рождения.

### World Wrestling Federation / World Wrestling Entertainment / WWE

#### Чемпион WWF (1999—2003)

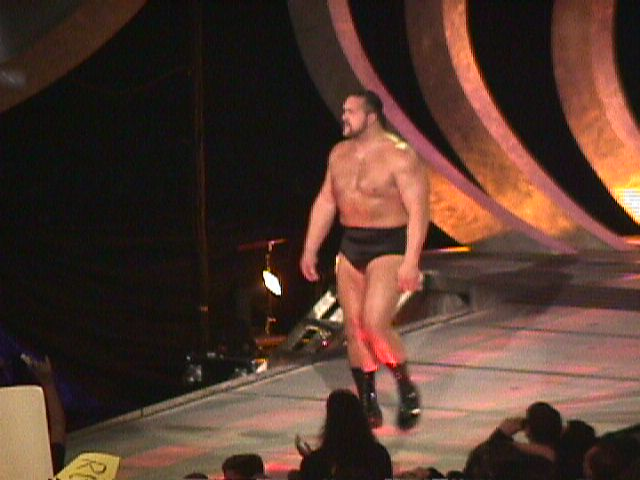
Биг Шоу выходит на ринг на шоу SmackDown! в 1999 году

Уайт подписал десятилетний контракт с World Wrestling Federation в разгар эры Attitude. Он дебютировал 9 февраля 1999 года под именем Пол Уайт на шоу St. Valentine’s Day Massacre: In Your House, зарекомендовав себя как член злодейской группировки Винса Макмэна «Корпорация».

### All Elite Wrestling (2021—н.в.)
24 февраля 2021 года All Elite Wrestling (AEW) объявила, что Биг Шоу подписал контракт и будет выступать под своим настоящим именем.

## Личная жизнь
14 февраля 1997 года Уайт женился на Мелиссе Энн Пиавис. Они разошлись в 2000 году, и их развод был завершен 6 февраля 2002 года. У них есть дочь.
11 февраля 2002 года он женился на Бесс Катрамадос. У них двое детей.

## Титулы и достижения
- Pro Wrestling Illustrated
  - Новичок года (1996)[20]
  - Рестлер года (1996) — первый рестлер, который был признан в один год и новичком года и рестлером года[20]
  - PWI ставит его под № 2 в списке 500 лучших рестлеров 1996 года
  - PWI ставит его под № 137 в списке 500 лучших рестлеров за всю историю в 2003 году
- World Wrestling Entertainment/WWE
  - Чемпион мира в тяжёлом весе (2 раза)[21][22]
  - Чемпион WWF/E (2 раза)[21][22]
  - Чемпион ЕCW[23]
  - Интерконтинентальный чемпион WWE[24]
  - Чемпион Соединённых Штатов WWE[25]
  - Хардкорный чемпион WWF (3 раза)[26]
  - Командный чемпион WWE — с Крисом Джерико (1 раз) и Мизом (1 раз)[27]
  - Командный чемпион мира — с Гробовщиком (2 раза) и Кейном (1 раз)
  - Командный чемпион WWE — с Кейном
  - Двенадцатый чемпион Большого шлема
  - Двадцать четвёртый чемпион Тройной короны
  - Победитель «Королевской битвы за мемориальный трофей в честь Андре Гиганта»
- World Championship Wrestling
  - Чемпион мира WCW в тяжёлом весе (2 раза)[28]
  - Командный чемпион WCW (3 раза) — с Лексом Люгером (1 раз), Стингом (1 раз) и Скоттом Холлом (1 раз)[29]
  - Победитель World War 3 (1996)
- Wrestling Observer Newsletter
  - Самый позорный рестлер (2002)
  - Новичок года (1996)
  - Лучший образ (1996) — «Новый мировой порядок»
  - Вражда года (1996) — «Новый мировой порядок» против World Championship Wrestling
  - Худшая вражда года (1999) против Биг Босс Мена
  - Худшая вражда года (2013) против «Власти»
  - Худший рестлер (2001, 2002)

## Фильмография
| Год  | Название                              | Роль              |
| ---- | ------------------------------------- | ----------------- |
| 1996 | Молитва Реджи                         | Mr. Portola       |
| 1996 | Подарок на Рождество                  | Huge Santa        |
| 1998 | Остров МакКинси                       | Little Snow Flake |
| 1998 | Маменькин сыночек                     | Captain Insano    |
| 2006 | Приключения маленького Геркулеса в 3D | Marduk            |
| 2010 | Супер Макгрубер                       | Brick Hughes      |
| 2010 | Железная башка                        | Walter Krunk      |
| 2015 | Вендетта                              | Victor Abbott     |
| 2016 | Обратный отсчёт                       | Big Show          |
| 2017 | Джетсоны & Рестлинг: Робо-Рестлинг    | Big Show (голос)  |
| 2019 | Борьба с моей семьёй                  | Big Show          |